# لياندرو روزا سوزا
لياندرو روزا سوزا (بالبرتغالية: Leandro Rosa de Souza‏) (24 فبراير 1986 في البرازيل - ) هو لاعب كرة قدم برازيلي في مركز الدفاع. لعب مع أتلتيكو باراناينسي ونادي أفاي لكرة القدم ونادي جوينفيل ونادي غواراني وArapongas Esporte Clube ‏ ونادي سانتا كروز ونادي بانغو أتلتيكو.

## وصلات خارجية
- لياندرو روزا سوزا على موقع قاعدة بيانات كرة القدم.إي يو (الإنجليزية)
- لياندرو روزا سوزا على موقع Soccerway.com (الإنجليزية)